# Strijkkwartet nr. 3 (Sallinen)
Aulis Sallinen componeerde zijn Strijkkwartet nr. 3: Aspecten van Hintrik Peltoniemi’s Begrafenismars in 1969. In 1981 volgde een bewerking voor strijkorkest.

## Strijkkwartet
Sallinen kreeg een verzoek om een werk op leveren dat geschikt zou zijn voor educatie aan jongeren. De opdracht kwam van de Stichting Zweedse Rijksconcerten. In reactie daarop voltooide Sallinen een eendelig strijkkwartet. Het is gebaseerd op een Fins volksdeuntje, dat midden jaren 50 weer bekend raakte: Hintrik Peltoniemi's Begrafenismars. Het is geschreven in de compositiesoort thema en variaties, waarbij het thema is weggelaten. Het stuk begint vrijwel gelijk als het deuntje, maar is enigszins aangepast aan Sallinens stijl. De vijf variaties, twee intermezzi en coda bevatten allerlei stijlen uit de klassieke muziek. Er komt een variatie voorbij waarbij door alle instrumenten pizzicato wordt gespeeld. De aanduiding A la Bartók geeft een verwijzing naar de Hongaarse componist Béla Bartók. Direct daarop volgt een variatie waarbij nadrukkelijk legato wordt gespeeld. Vervolgens komen nog een wals en fuga voorbij. De première werd gegeven door Okko Kamu (viool), de componist (2e viool), Mauri Pietikäinen (altviool) en Veikko Höylä (cello).

## Strijkorkest
In 1981 kwam het verzoek van het Finlandia Sinfonietta voor een bewerking voor strijkorkest. Sallinen is er echter de man niet naar aan zijn eigen werken te sleutelen. Hij rafelde de partij voor de cello uiteen en splitste hem in een partij voor cello en contrabas. De versie die natuurlijk alleen onder de subtitel bekend raakte klinkt veel voller dan je aan de samenstelling van het ensemble kan terugzien. Sallinen bepaalde later, dat de eerste maten alleen gespeeld mogen worden door een strijkkwartet om zo de melodielijn duidelijker naar voren te laten komen. De première van deze bewerking volgde op 22 december 1981 gegeven door de opdrachtgever onder leiding van Jukka-Pekka Saraste.

## Discografie
- Uitgave BIS Records 41: Voces Intimae Strijkkwartet
- Uitgave BIS Records 560: Tapiola Sinfonietta, o.l.v. Osmo Vänskä
- Uitgave Finlandia Records: 26: Finlandia Sinfonietta o.l.v. Okko Kamu